# Patricia Heaton

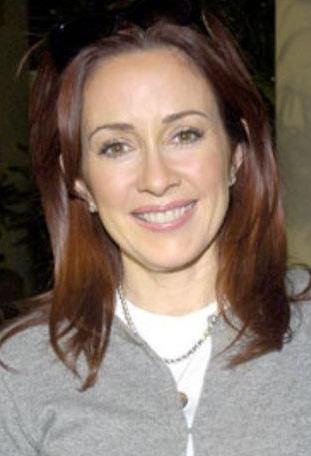
Patricia Heaton, 2008

Patricia Helen Heaton (* 4. März 1958 in Bay Village, Ohio) ist eine US-amerikanische Schauspielerin.

## Leben und Karriere
Ihre bisher bedeutsamste Rolle war die der Debra Barone in der US-Sitcom Alle lieben Raymond an der Seite von Ray Romano. Für ihre Darstellung war Heaton sieben Mal als beste Hauptdarstellerin in einer Comedy-Serie für einen Emmy-Award nominiert. 2000 und 2001 gewann Heaton den Preis.
Von 2009 bis 2018 spielte sie in der Serie The Middle die Hauptfigur Frankie Heck.
Am 22. Mai 2012 wurde Heaton mit einem Stern auf dem Hollywood Walk of Fame ausgezeichnet.
Heaton ist mit dem Schauspieler David Hunt verheiratet. Das Paar hat vier Söhne.

## Filmografie (Auswahl)
- 1989: Alien Nation (Fernsehserie, Folge 1x11)
- 1989–1991: Die besten Jahre (Thirtysomething, Fernsehserie, 6 Folgen)
- 1990: Matlock (Fernsehserie, Folge 5x09)
- 1991: D.E.A. – Krieg den Drogen
- 1992: Jagd auf einen Unsichtbaren (Memoirs of an Invisible Man)
- 1992: Ein Hund namens Beethoven (Beethoven)
- 1992–1993: Nicht ohne meine Mutter (Room for Two) (Fernsehserie, 26 Folgen)
- 1994: Someone Like Me (Fernsehserie, 5 Folgen)
- 1995: Woman of the House (Fernsehserie, 11 Folgen)
- 1996: Space Jam
- 1996: Party of Five (Fernsehserie, 2 Folgen)
- 1996–2005: Alle lieben Raymond (Everybody Loves Raymond, Fernsehserie, 209 Folgen)
- 1997: Wunden der Vergangenheit (Miracle in the Woods, Fernsehfilm)
- 1999: King of Queens (The King of Queens, Fernsehserie, Folge 2x08)
- 2004: Danny Phantom (Fernsehserie, Folge 1x01)
- 2005: The Engagement Ring
- 2006: Amazing Grace
- 2006: The Path to 9/11 – Wege des Terrors
- 2007–2008: Back to You (Fernsehserie, 17 Folgen)
- 2008: Tics – Meine lästigen Begleiter (Front of the Class, Fernsehfilm)
- 2009–2018: The Middle (Fernsehserie, 215 Folgen)
- 2011–2012: Easy to Assemble (Fernsehserie, 4 Folgen)
- 2014: Mom’s Night Out
- 2015–2016: Patricia Heaton Parties (Fernsehprogramm, 16 Folgen)
- 2017: Bo und der Weihnachtsstern (The Star)
- 2022: Mending the Line
- 2024: The Beldham
- 2025: The Unbreakable Boy
- 2025: The Ritual

## Schriften
- Motherhood and Hollywood How to Get a Job Like Mine, ISBN 0-375-76136-5